# John Sandling
John Erik Ossian Sandling, född 18 januari 1908 i Jukkasjärvi, död 24 maj 1984 i Stockholm, var en svensk skådespelare.

## Filmografi (urval)
- 1936 – 65, 66 och jag
- 1936 – Alla tiders Karlsson
- 1936 – Johan Ulfstjerna
- 1937 – John Ericsson - segraren vid Hampton Roads
- 1938 – Vingar kring fyren
- 1938 – Bara en trumpetare
- 1940 – Karusellen går
- 1940 – Alle man på post
- 1941 – Göranssons pojke
- 1942 – En trallande jänta
- 1942 – Olycksfågeln nr 13
- 1942 – Fallet Ingegerd Bremssen
- 1943 – Kungsgatan
- 1943 – Professor Poppes prilliga prillerier
- 1943 – Katrina
- 1943 – Anna Lans
- 1943 – Livet på landet
- 1943 – Brödernas kvinna
- 1944 – Vi behöver varann
- 1944 – Fattiga riddare
- 1944 – Skogen är vår arvedel

## Teater

### Roller (ej komplett)
| År   | Roll          | Produktion                                                               | Regi         | Teater                  |
| ---- | ------------- | ------------------------------------------------------------------------ | ------------ | ----------------------- |
| 1938 | Bengt på Åsen | Värmlänningarna Fredrik August Dahlgren och Andreas Randel               | Ernst Eklund | Skansens friluftsteater |
| 1938 |               | Tolvskillingsoperan (Die Dreigroschenoper) Bertolt Brecht och Kurt Weill | Ernst Eklund | Oscarsteatern           |